# Last Note.
Last Note.（ラストノート）は、ニコニコ動画でVOCALOIDを使用して曲を制作する音楽ユニット。

## 経歴
代表作の『ミカグラ学園組曲』シリーズが2013年7月より小説化(MF文庫J / メディアファクトリー刊)し、2015年4月にはテレビアニメが放送された。キャラクター原案は明菜が務める。

## ディスコグラフィ
最高位は、オリコンウィークリーチャートに基づく。

### 楽曲提供

#### CD
- 『one』（NBCUniversal、2013年7月24日発売）
  - Geroのアルバム。「アンチェインゲイザー」の作詞作曲を担当。
- 『ウォルピス社の提供でお送りします。』（Subcul-rise Record、2016年1月27日発売）
  - ウォルピスカーターのアルバム。「7th」の作詞作曲を担当。
- 『CRUISE TICKET』（ビクターエンタテインメント、2016年2月23日発売）
  - 浦島坂田船のアルバム。「Fire◎Flower 」の編曲を担当。
- 『Thanks!』（2016年4月2日発売）
  - むすめん。のアルバム。「楽観烈破」の作詞作曲編曲を担当。

#### アニメ
- ミカグラ学園組曲
  - エンディングテーマとして「放課後革命」を提供。

### カバー
- 『勝負前夜 弦月 ～弾き手盤～』（EXIT TUNES、2013年7月26日発売）
  - おさむらいさんのアルバム。「セツナトリップ」を提供。
- 『EXIT TUNES PRESENTS た ～そんなふいんきで歌ってみた～』（EXIT TUNES、2014年3月19日発売）
  - ぐるたみんのアルバム。「恋愛勇者」を提供。
- 『KRAD MATRiX』（EXIT TUNES、2015年3月4日発売）
  - kradnessのアルバム。「放課後ストライド」「恋愛勇者」を提供。
- 『ビビッドカラーズ～灯油ベスト～』（EXIT TUNES、2015年9月2日発売）
  - 灯油のアルバム。「セツナトリップ」を提供。

### コンピレーション
- 『VOCAROCK collection loves IA』（FARM RECORDS、2013年7月3日発売）
  - ボーカロイドを使ったロックを集めたコンピレーション・アルバム。「セツナトリップ」を収録。
- 『EXIT TUNES PRESENTS Vocalofuture feat.初音ミク』（EXIT TUNES、2013年12月6日発売）
  - ボーカロイド曲を集めたコンピレーション・アルバム。「我楽多イノセンス」を収録。
- 『EXIT TUNES ACADEMY BEST 4』（EXIT TUNES、2014年12月17日発売）
  - 人気ボーカロイド曲やボカロPの書き下ろし曲などで構成された同レーベルのボカロコンピレーション・アルバム。「デザイアストライク 」を提供。

### その他（音楽以外）
- 『MUSIC STUDY PROJECT ボカロで覚える中学数学』（学研プラス、2017年2月21日発売）
  - ボーカロイド曲で覚える参考書シリーズ第2弾。「グラフィックマジック(空間図形)」を収録。